# Ingénierie territoriale
Ingénierie territoriale, ingénierie du développement territorial, ingénierie du développement durable des territoires, ingénierie, etc. ; les libellés sont nombreux pour désigner ces pratiques et méthodes du faire-ensemble au service de la construction du territoire.
L'UNADEL (Union Nationale des Acteurs et Structures du Développement Local) donne la définition suivante : « Ensemble des moyens humains, des méthodes et des missions concourant à l’élaboration et à la conduite d’un projet territorial, ainsi qu’à la définition, au montage et à la mise en œuvre d’actions » selon Gilles Rey Giraud (A question technique, réponse politique, ETD).

## Historique
Le Comité interministériel d'aménagement et de développement du territoire (CIADT) en 2003 lance, selon Landel (2007), la carrière « officielle » de la notion d’ingénierie territoriale. Une première définition est proposée en 2004 par le Comité des directeurs pour le développement urbain (CODIRDU) : « ensemble des savoir-faire professionnels dont ont besoin les collectivités publiques et les acteurs locaux pour conduire le développement territorial ou l’aménagement durable des territoires ». Cette notion interroge d’emblée la professionnalisation des acteurs du développement du territoire, leurs formations et leurs compétences (Barthe et Trognon, 2011). Cette ingénierie mobilise en effet à la fois des ingénieurs de grandes écoles et des professionnels issus de formations universitaires, dont les compétences vont du champ des sciences de l’ingénieur à celui des sciences sociales.
Les racines de l’ingénierie territoriale s’observent dans les années soixante. La double dynamique, de décentralisation et de développement local, va progressivement interpeller le modèle de l’aménagement du territoire, et conduire à une hybridation des pratiques et à la constitution de la notion même de développement territorial. Elle est au cœur des mutations de l’action publique, sur ou pour le territoire, et de l’implication croissante de la société civile dans le développement du territoire.
Dans ce nouveau monde, le dirigisme centralisé a fait place à la coconstruction avec l’ensemble des acteurs du territoire. Piveteau (2011) note d’ailleurs que « L’ingénierie territoriale prospère là où le gouvernement glisse vers la gouvernance ». Pour accompagner ces dynamiques de développement du territoire, l’ingénierie territoriale s’est constituée peu à peu comme un ensemble de compétences. À l’animation et à la conduite de projet se sont ajoutés deux autres bouquets de compétences connaissance territoriale & expertise, management stratégique (Cayre et al., 2012).

## Typologie des définitions
Plusieurs définitions de la notion d’ingénierie territoriale ont été proposées (Trognon et al., 2012) :
- Ingénierie « incarnée » : 
  - « L’ingénierie territoriale c’est les acteurs qui assurent la mise en œuvre des politiques territoriales ». (Acteurs du projet de recherche IngeTerr Auvergne, 2010[1])
  - « C'est aussi les acteurs eux-mêmes »  (Lardon et al. 2007)
- Ingénierie « instrumentale » :
  - au service d’un projet de territoire : « ensemble des concepts, méthodes, outils et dispositifs mis à disposition des acteurs des territoires, pour accompagner la conception, la réalisation et l'évaluation des projets de territoire ». (Lardon et al. 2007)
  - processus d’intelligence et de compétence territoriales : « production, mobilisation, mutualisation des connaissances pour aider les acteurs dans la compréhension de leur territoire et les aider dans l’action et la décision » (Janin et al. 2009).
  - ressource d’expertise et de médiation : « Expertise spécifique ou interaction entre pouvoirs et savoirs » (Lapostolle, 2010)
  - management : « l’IT propose des méthodes et des approches qui permettent de conduire le changement sur un territoire à des coûts économiques, sociaux et environnementaux acceptables ». (Demazière, 2006).
- Ingénierie « Institution » : « L’ingénierie territoriale n’est pas un simple outil de mise en œuvre de l’action publique. Elle est instrument-institution ». (Piveteau, 2010).

## Chaîne d’ingénierie territoriale
L’idée de chaîne d’ingénierie territoriale a été proposée par Lardon et al. (2007) et se définit en première approche comme « la façon dont les acteurs s’organisent, tout au long de la conduite du projet [de territoire], selon différentes temporalités et modalités ». Il s’agit d’un « réseau imbriqué de compétences multiples, avec ses dépendances mais aussi ses synergies ». Ce réseau est au cœur d’une problématique de gouvernance multi-acteurs et multi-niveaux dont l’enjeu est la « capacité collective à agir et innover sur un espace donné », et dont le cadre et l’horizon sont le projet de territoire (Lardon, 2011, Lardon et Piveteau, 2011).

## Ingénierie et intelligence territoriales
Les relations entre ingénierie et intelligence territoriales font débat. Certains auteurs et praticiens privilégient la notion d’intelligence (Girardot, 2010). Au Québec, cela s’explique notamment par un certain contrôle du terme ingénierie par la corporation des ingénieurs. D’autres, développant la notion de chaîne d’ingénierie territoriale, voient dans l’intelligence un ensemble de capacités mobilisées par l’ingénierie.